# Peter P Lundh

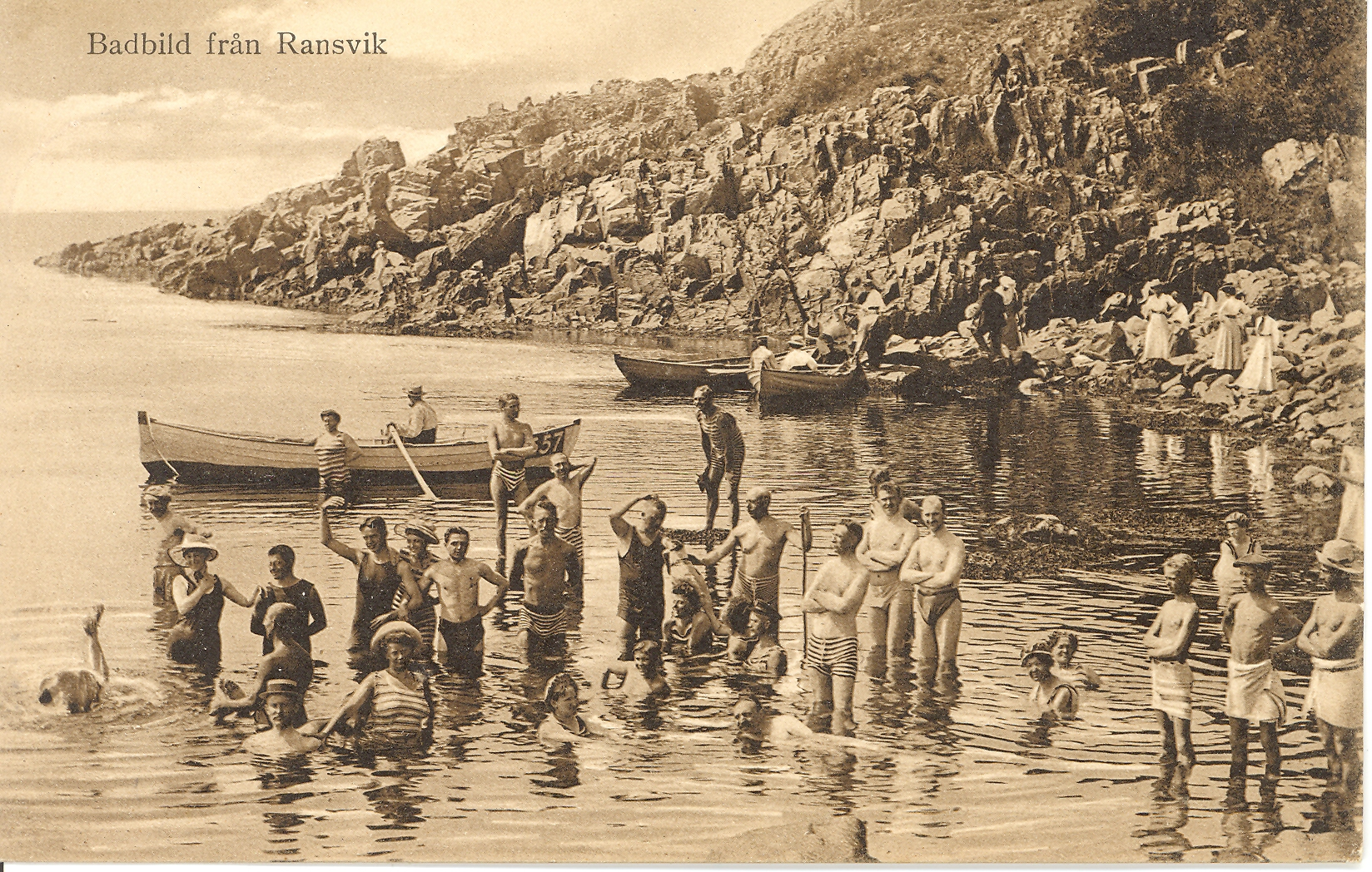
Koupání v Ransviku, Mölle, asi 1910

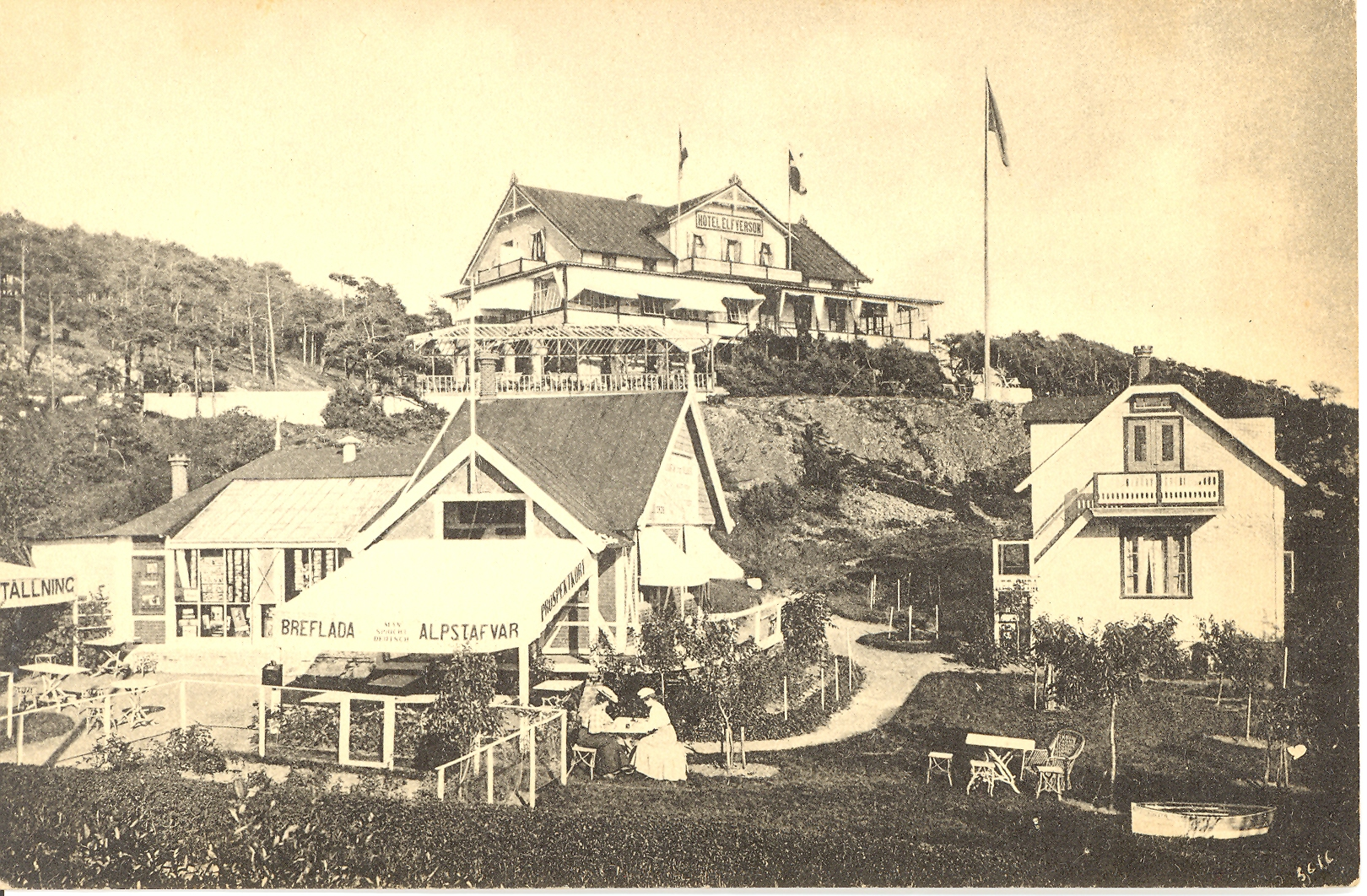
Lundhova turistická chata v Mölle, hotel Elfverson v pozadí, asi 1905

Peter P Lundh (14. dubna 1865, Skättekärr, Nyhamnsläge – 1. října 1943, Höganäs) byl švédský fotograf.

## Životopis
Lundh získal vzdělání u Rudolfa Petterssona v Höganäs, ale poté pokračoval ve studiu v Odense, Salcburku a Paříži.
V roce 1886 otevřel ateliér ve Skättekärru a v roce 1892 také ateliér v Höganäsu. Následně v roce 1894 přidal pobočku v Mölle a v roce 1907 také jednu v Arildu. Je nejznámější svými fotografiemi z koupání ve společenských lázních v Ransviku, kde měl výhradní práva od barona Gyllenstierna na zámku Krapperup. Fotografie lázní byly pořízeny v letech 1907–1914, většinou po roce 1910. Obecná kritika koupajících se fotografií znamenala, že po roce 1914 byla veškerá fotografie zakázána. Lundhovy motivy zahrnovaly kromě obrázků ke koupání také přírodní motivy, budovy a osobní a rodinné portréty.
Lundh také publikoval publikace, například Bilder från Kullen (1901) – první turistická kniha o Kullenu, Vägvisare över Kullen – Vägledning till 15 turer samt orienteringskarta (průvodce s mapou, 1910) a Karta över Kullen samt 57 bilder från Mölle Arild. Tyto publikace, stejně jako mnoho dalších věcí určených pro návštěvníky, byly prodávány v jeho vlastní turistické ubytovně Lundh, která se nachází na adrese Kullabergsvägen pod hotelem Elfverson. Dům je nyní soukromou rezidencí.
Lundhův archiv 5 000 skleněných desek věnovali Höganäsovu muzeu jeho pozůstalí. Ve druhém patře muzea je uspořádána místnost Petera P Lundha s obrázky, pohlednicemi, fotoaparáty atd. Pro větší publikum se obrázky staly známými prostřednictvím knihy „Co dědeček dělal v Mölle?“ (1967). V roce 2013 vydala společnost Höganäs Bokhandel & Förlag ve spolupráci s Höganäs Museum knihu s Lundhovými obrázky (úvodní esej a titulky od Caroline Ranby): Kongl. hoffotograf Peter P. Lundh. ”Det bästa ljus och nutidens bästa instrumenter” (Dvorní fotograf Peter P. Lundh. „Nejlepší světlo a nejlepší nástroje současnosti“).
Peter P Lundh, který byl dvorním fotografem, byl otcem fotografa Gunnara Lundha.

## Galerie

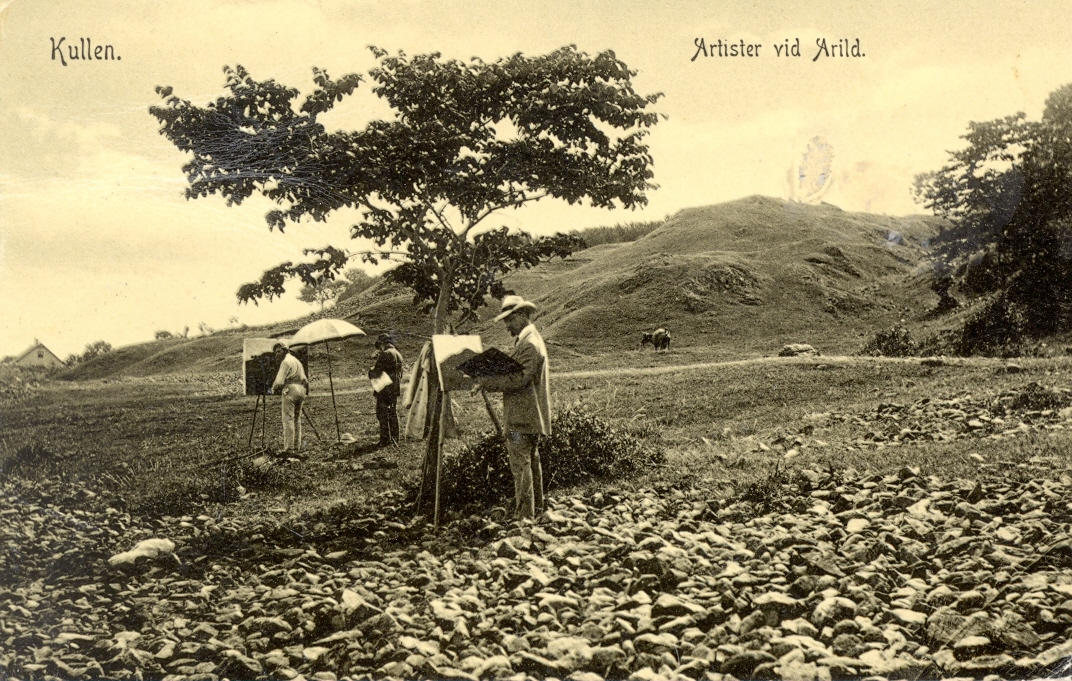
Arild artister
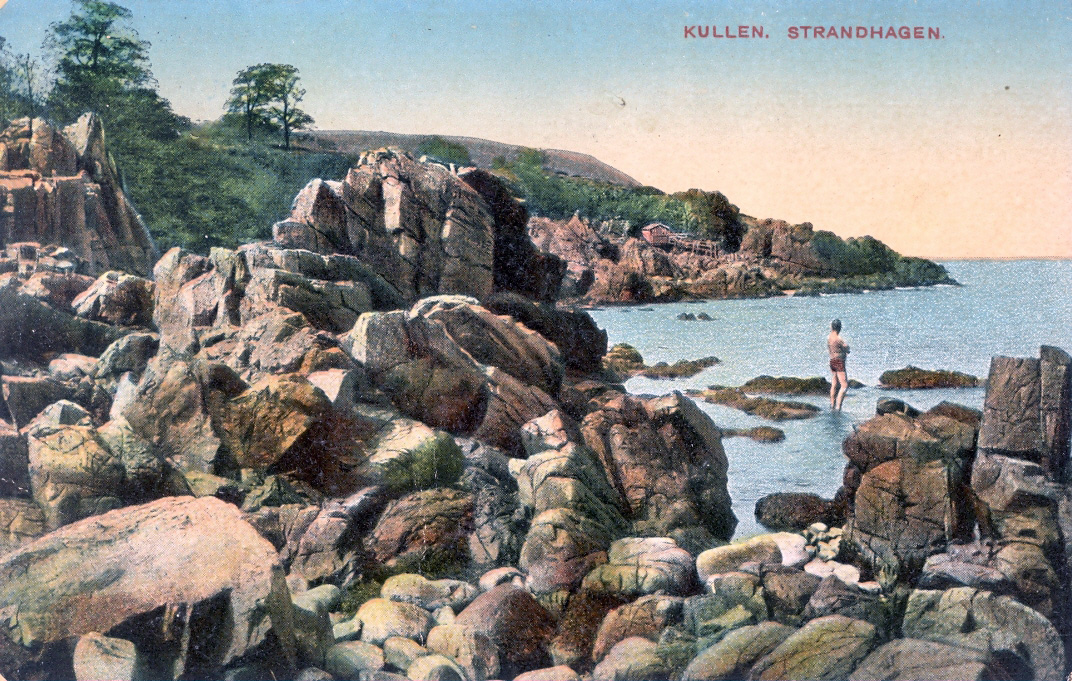
Arild Strandhagen
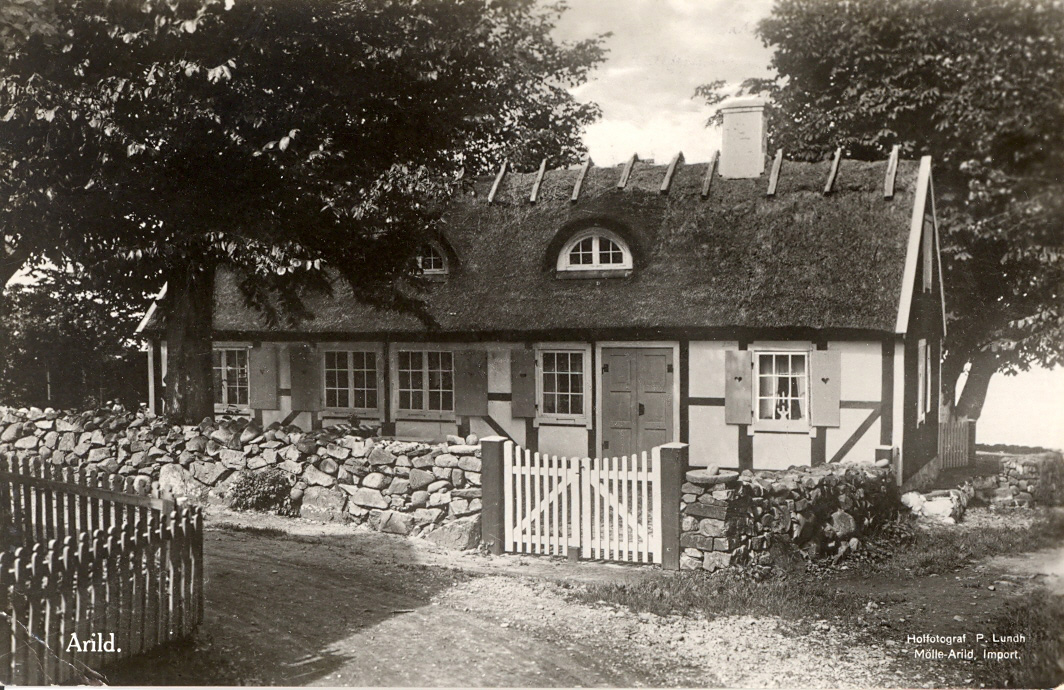
Arild Stugan
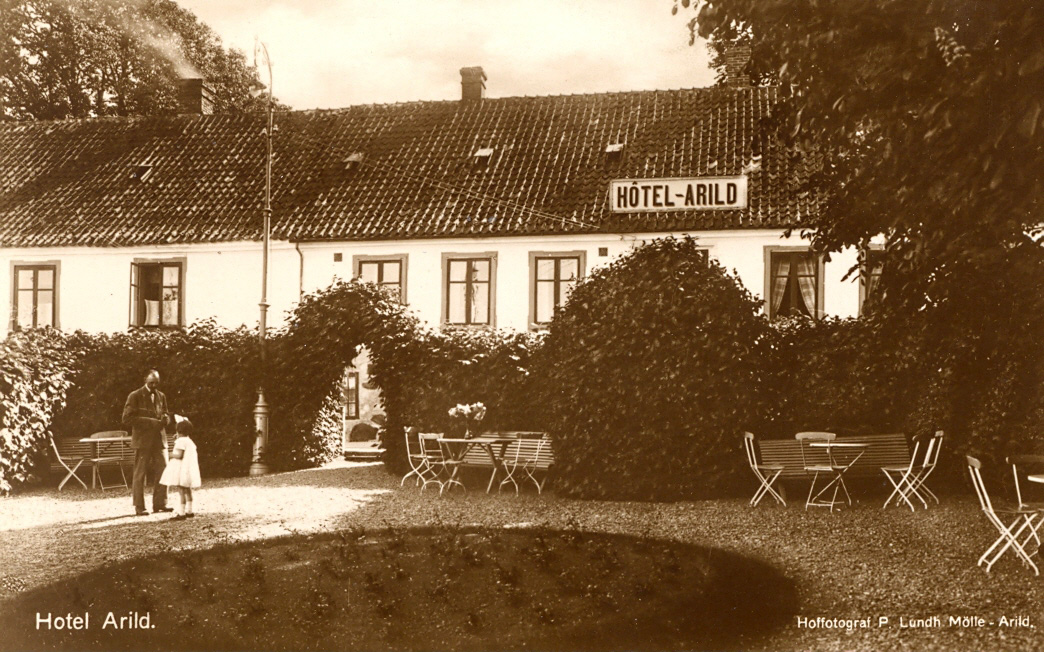
Hotel Arild
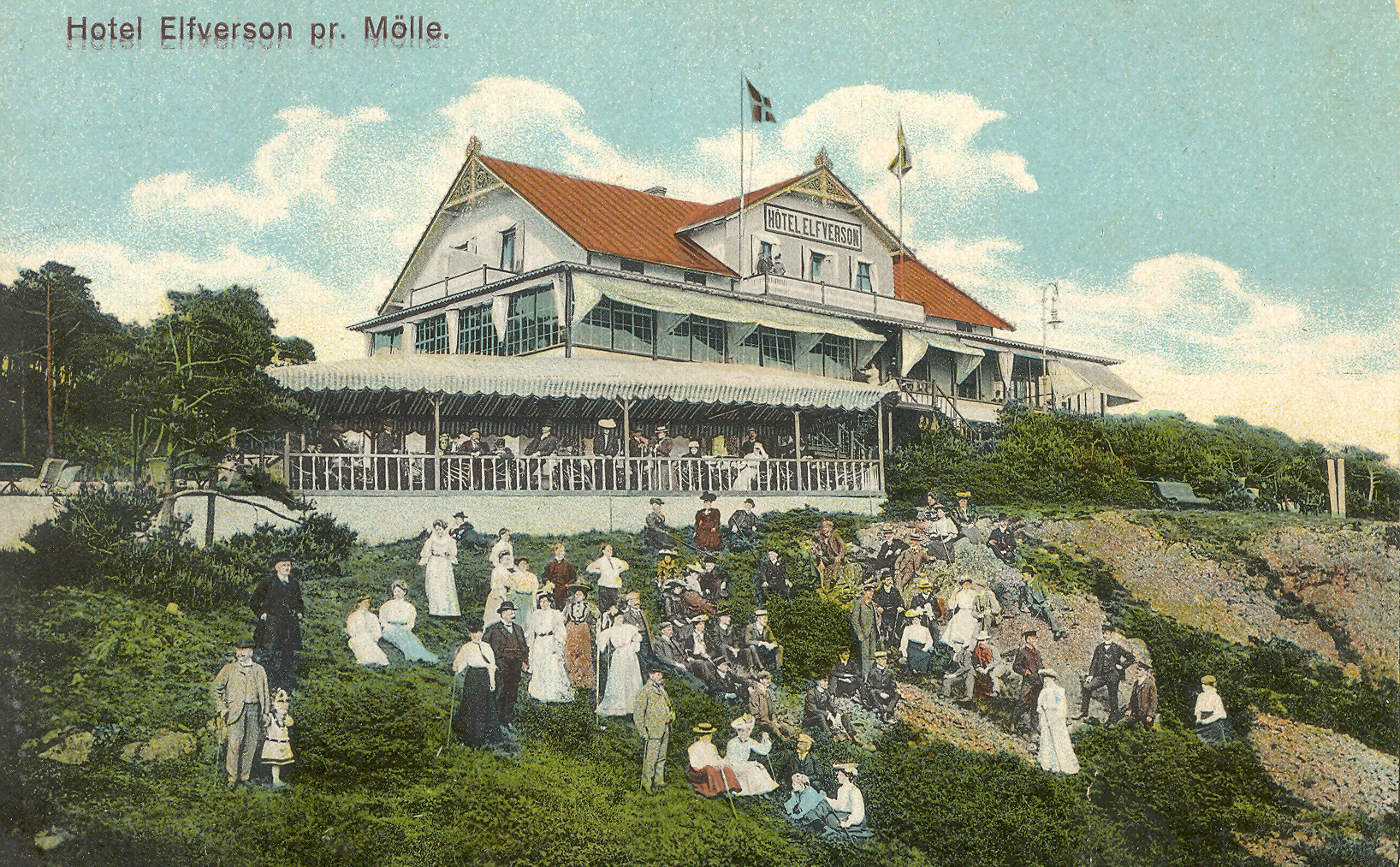
Hotel Elfverson, 1902
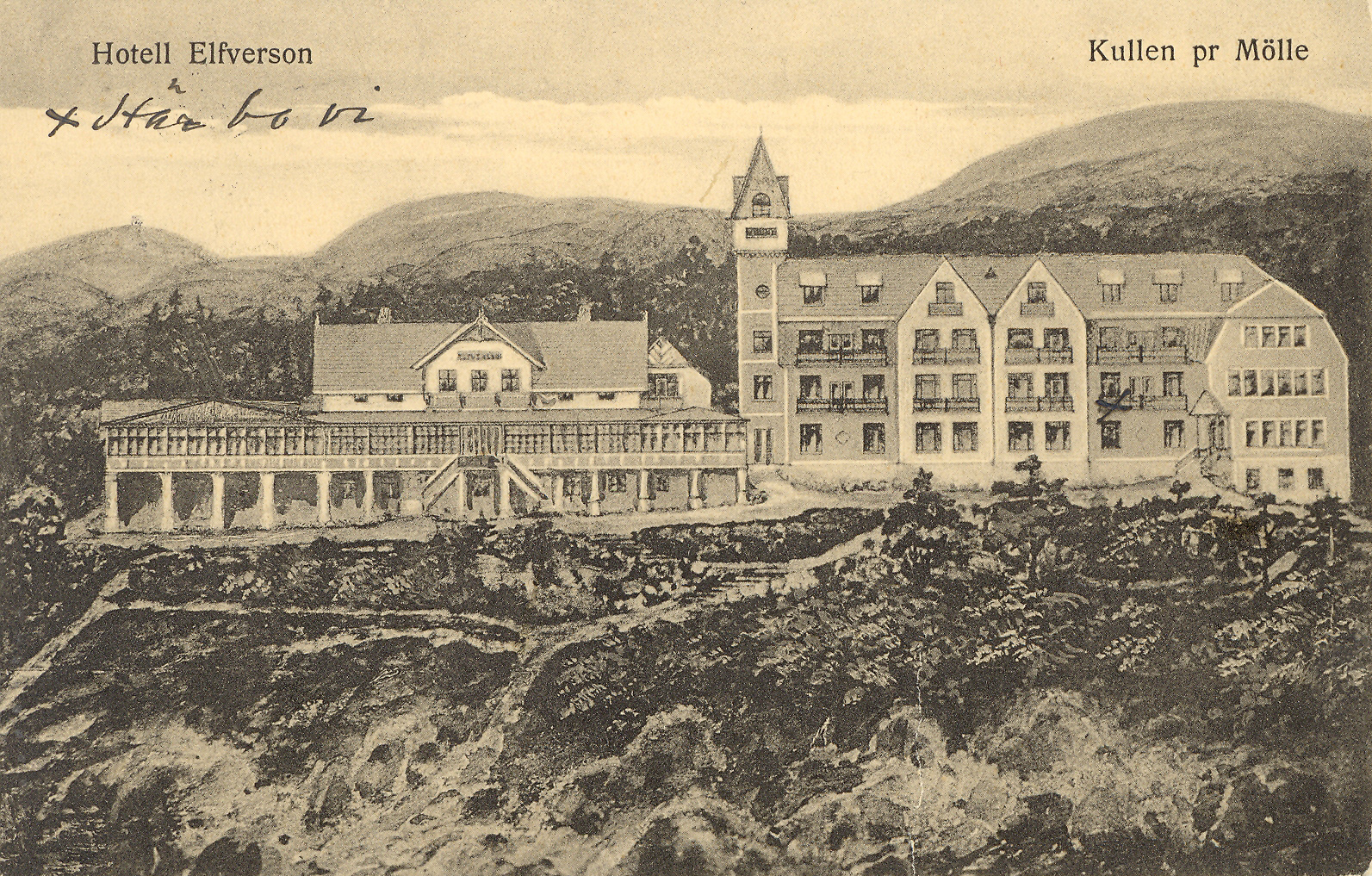
Hotell Elfverson, 1913
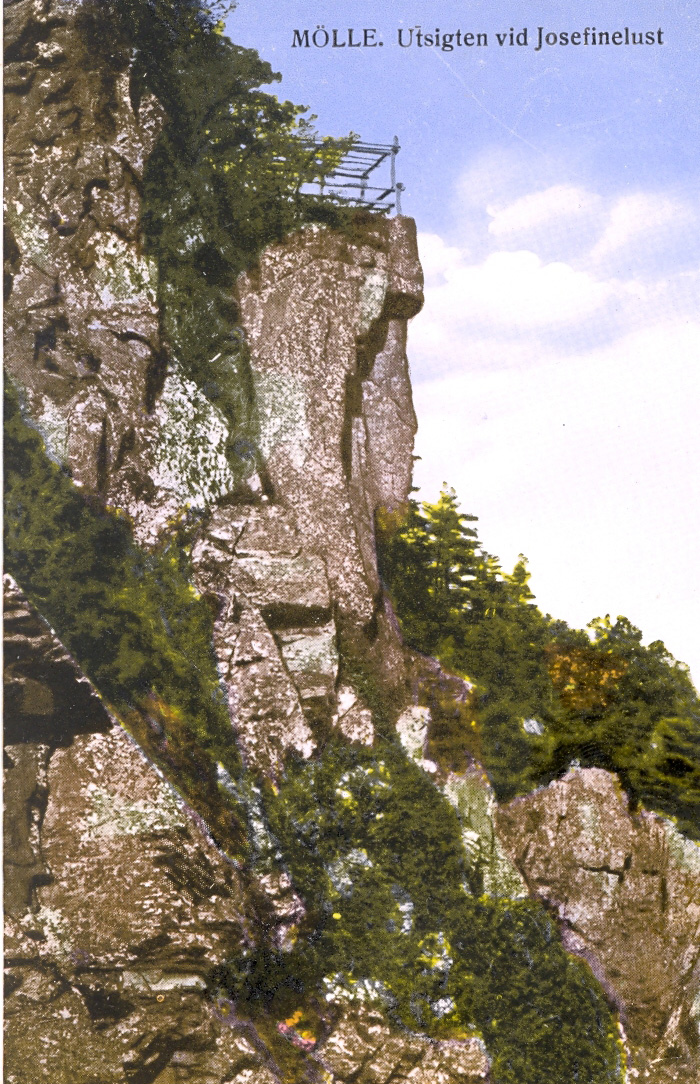
Josefinelust utsikt
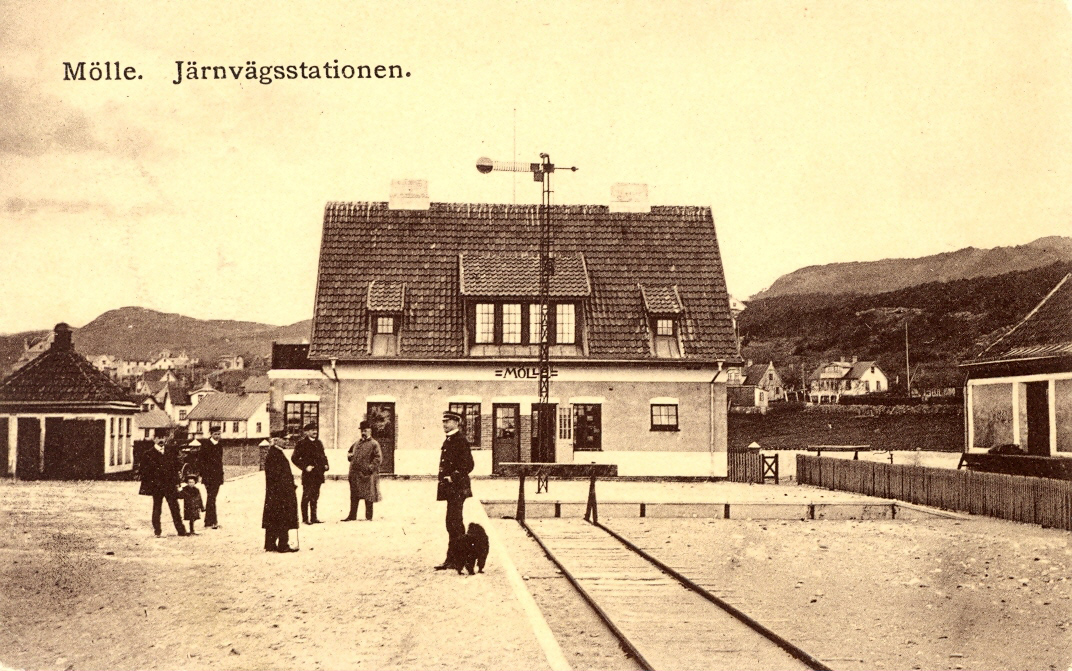
Mölle station, 1910
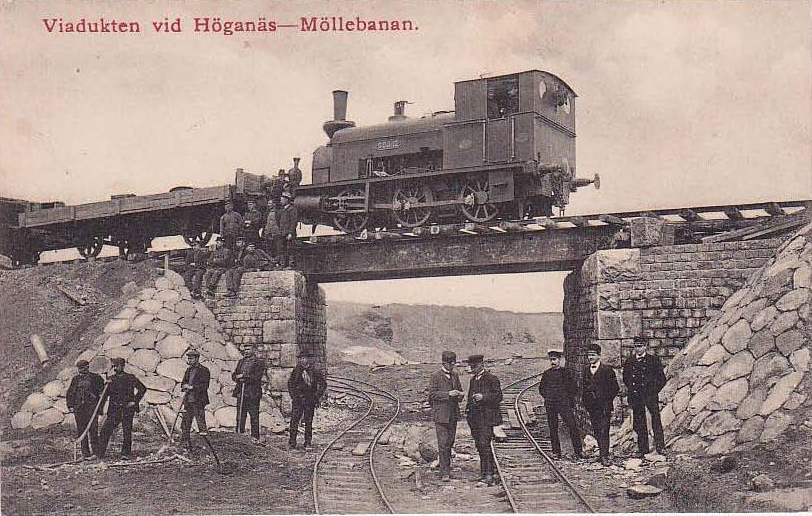
Mölleporten
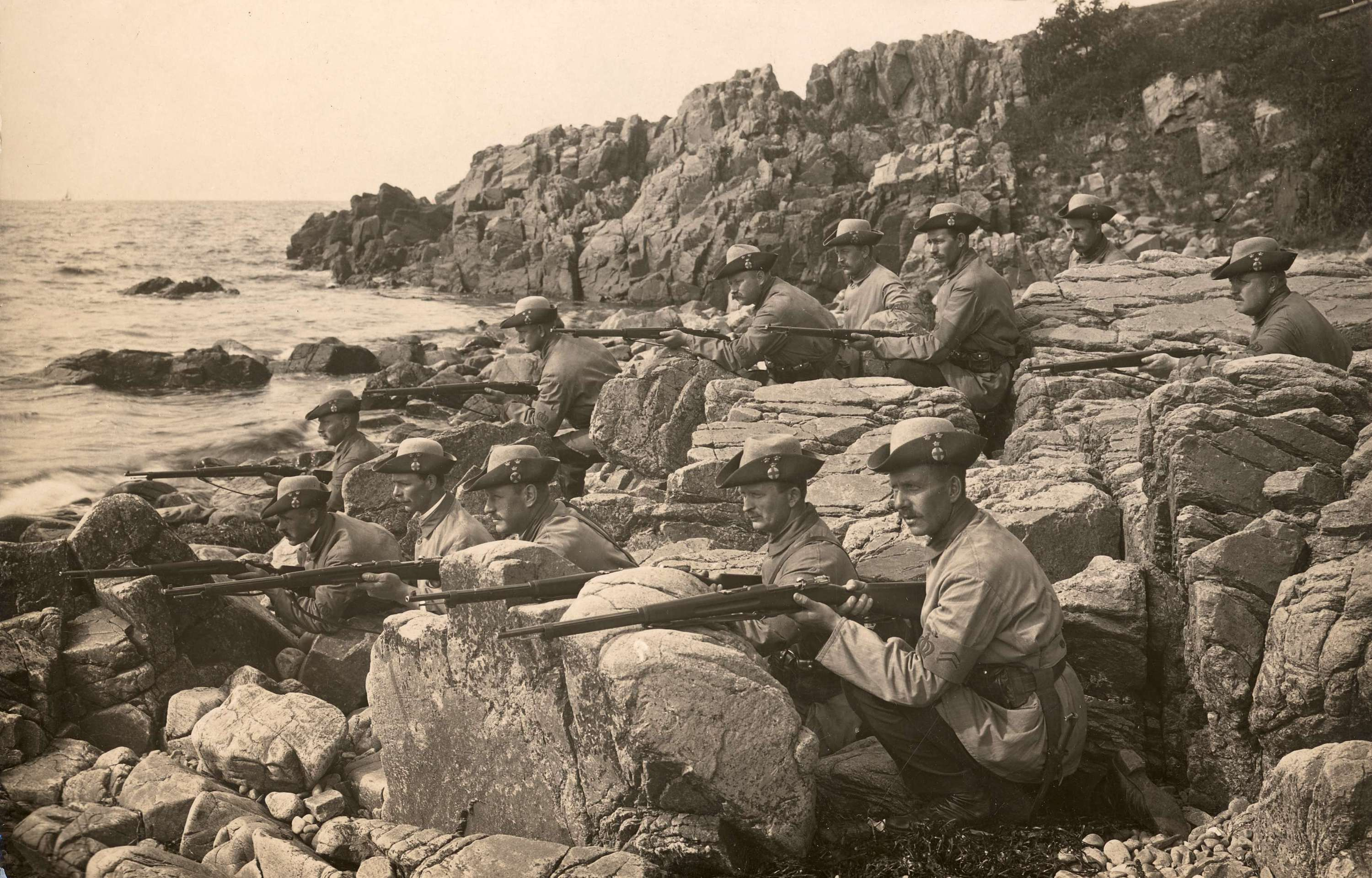
Män ur Landstormen på en klippig strand
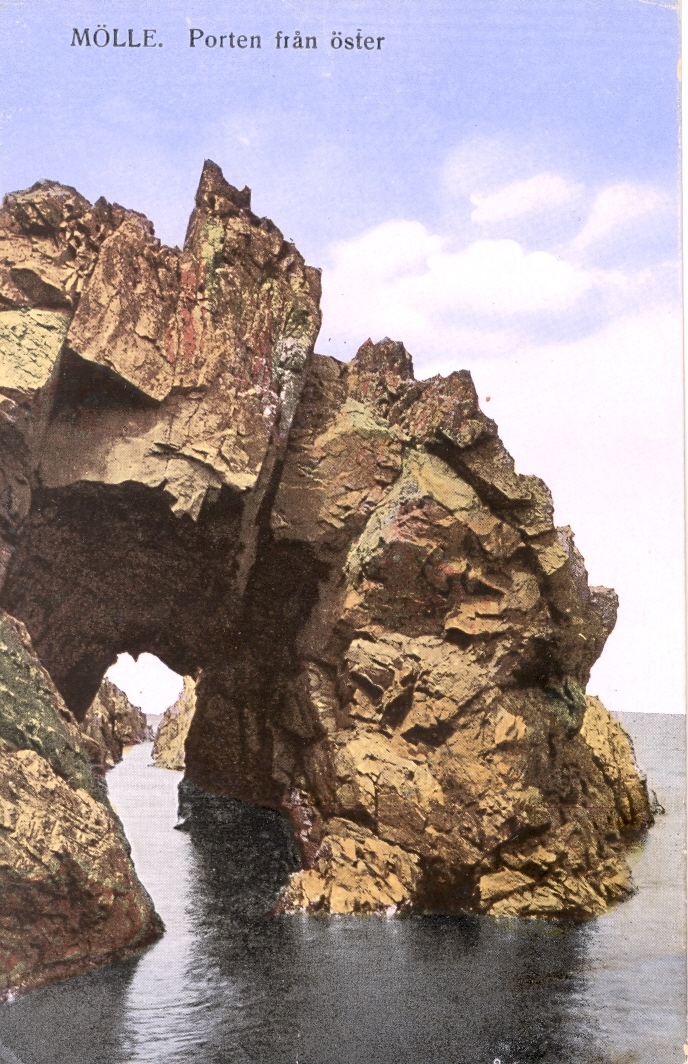
Porten Kullaberg
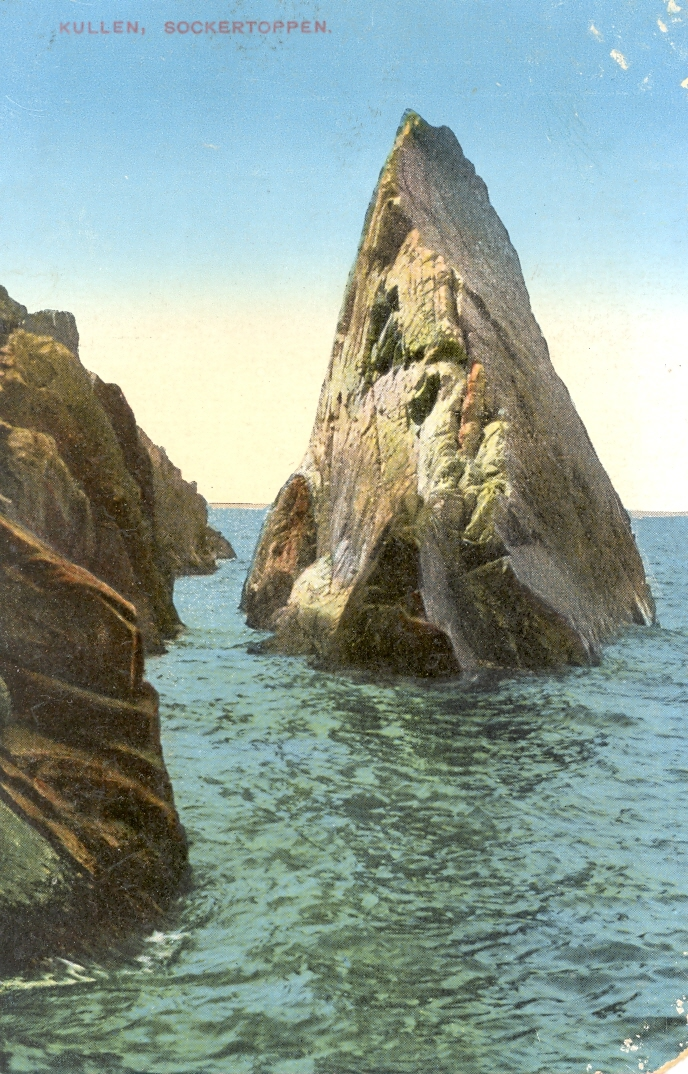
Sockertoppen Kullaberg
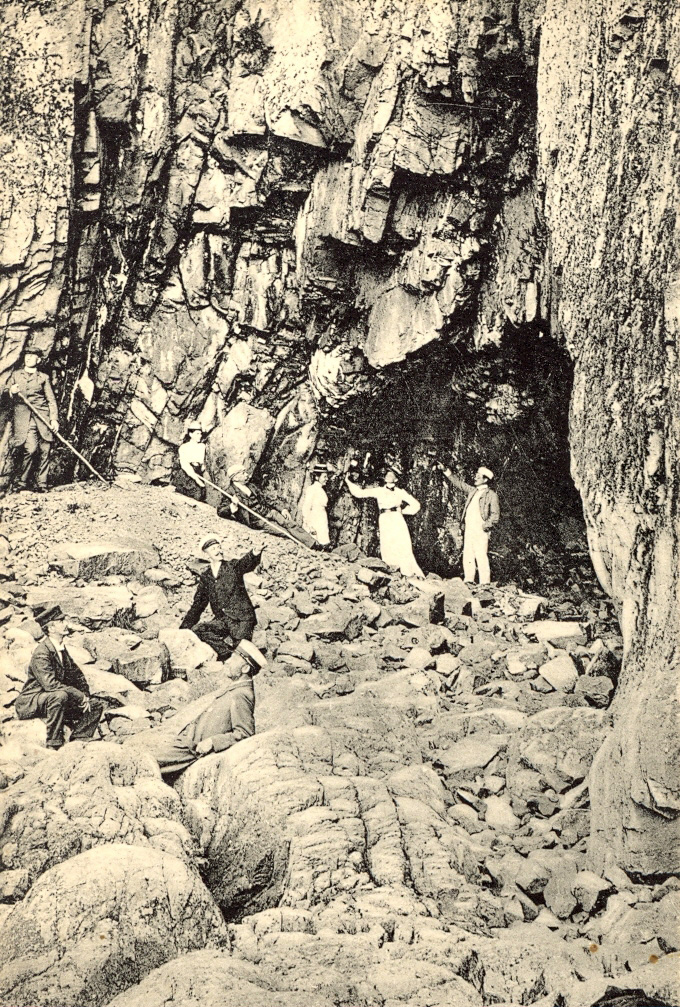
Jeskyně Visitgrottan